# 현자의 돌

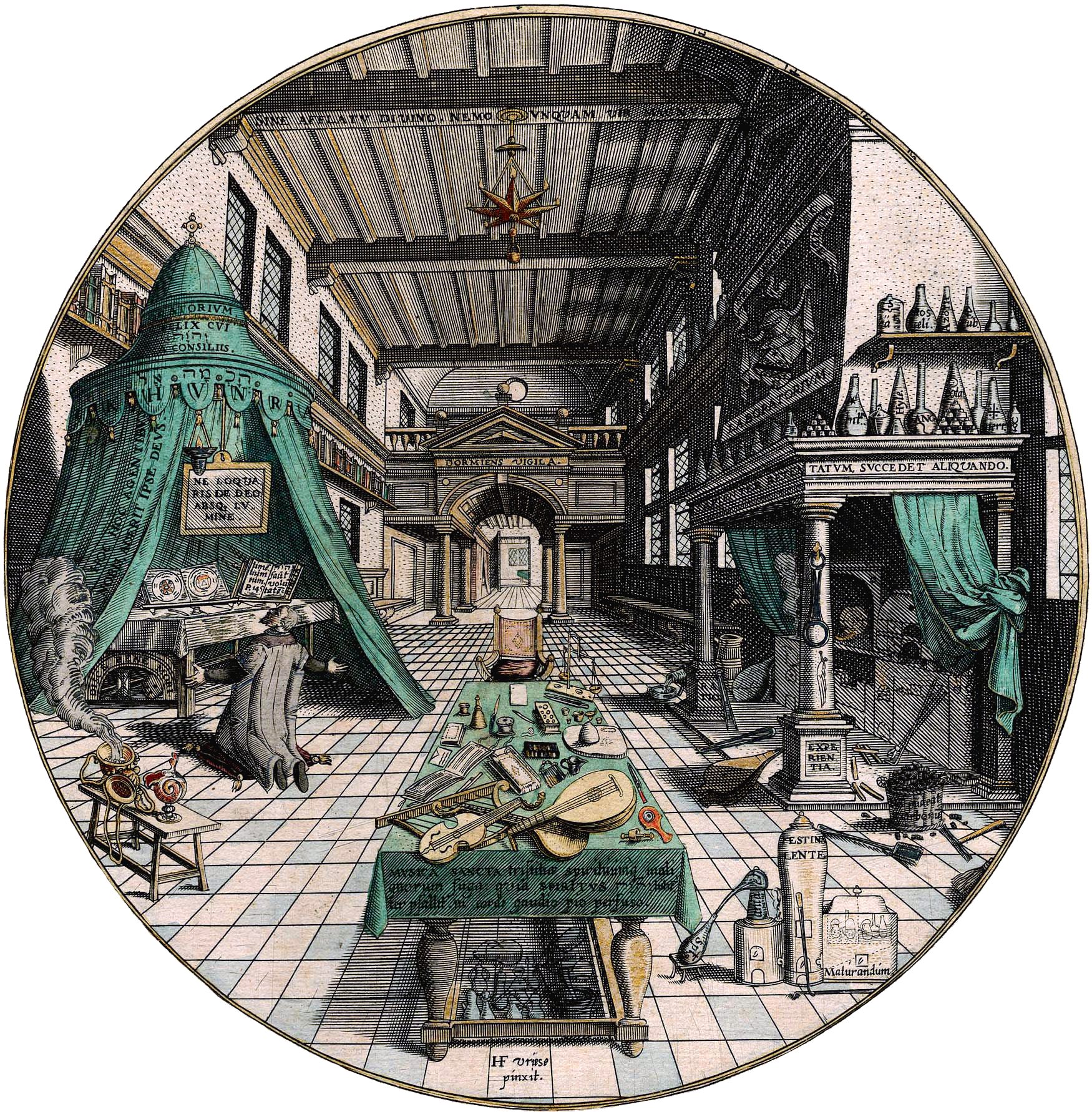
연금술사 하인리히 쿤라드(Heinrich Khunrath)의 실험실, 1595년경: 문틀에 적힌 라틴어 문장의 뜻은 "신의 영감이 없다면 어떤 인간도 '위대'해질 수 없다"이다

현자의 돌(라틴어: lapis philosophorum), 철학자의 돌(Philosopher's stone) 또는 마법사의 돌(Sorcerer's Stone)은 전설 속에 존재하는 물질로, 값싼 금속(卑金屬)을 금으로 바꿀 수 있는 능력을 가졌다고 전해진다. 또, 때로는 사람을 젊게 할 수 있는 능력이 있다고 믿기도 한다(생명의 묘약). 오랫동안 서양의 연금술의 최고의 가치로 여겨졌다.
신비주의적인 연금술에서, 현자의 돌을 만드는데 성공하는 것은 그것이 곧 '위대한 일'을 완수한 것이거나 또는 '위대한 일'을 완수하는데 있어서 결정적인 전환점이 된다.

## 자연 원소와 재료
자연은 연금술 실험을 할 근원 물질들을 제공하며 연금술 마지스터리의 작동 모델이다. 연금술 실험을 위해서는 여러 재료를 필요로 하는데 그 중 증류기와 아나토르(화로)는 연금술에서 불의 기능을 나타낸다. 불은 물질을 정화하여 현자의 돌로 바꾸어 주며 이는 열기와 불꽃의 요소로서 인내심을 요구하는 긴 철학적 작업 과정에 처음부터 개입하는 주요한 장본인이다. 연금술의 도가니는 현자의 돌이 처리되는 용기이다. 알 모양으로 설계된 화로는 생물학적 잉태와 정신적 소생(자궁으로의 회귀)이 일어나는 곳으로, 연금술사들은 이 화로를 만물의 근원으로 아직 분화되지 않은 상태인 단일체, 곧 우주의 알과 동일시했다. 실제로 이 화로는 내화벽돌을 삼단(우주의 질서)으로 쌓고 증류와 연소를 위한 구멍들과 굴뚝이 있는 복합적인 형태이다. 연금술사들은 세계를 탄생시켰던 생명의 기운이 화로 안에 떠 있으며 그 기운이 원소의 혼돈 상태를 질서 있고 합리적인 형태로 재구성한다고 믿었다. 이런 이유로 아타노르에는 우주를 채우고 있는 천상의 에너지와 빛의 자취인 불멸의 불이 공급된다고 믿었다.

### 4원소와 퀸테센스
현자의 돌은 4원소로 이루어져 있으며 마지스터리의 기본 단계들에서 승화하고 정화한 후 더 높은 단계에서 결합하거나 새로운 형태(하나/원과 넷/사각형의 조화로운 결합)로 재구성된다. 연금술사, 철학자의 과제는 별들의 힘에서 벗어나 4원소를 지배하는 것이며 이를 위해 그 성질들을 변화시키는 법을 연구하고 그 과정에서 부딪히는 시련들을 극복해야 한다. 4원소는 연금술 작업의 4단계와도 연결되어 있다. 니그레도, 알베도, 치트리니타스, 루베도의 4단계는 우주질서의 안정성과 그 속에 일어날 수 있는 변성의 잠재성을 나타낸다.
우주에 생기를 불어넣으며 모든 물리적 정신적 변화의 철학적, 실천적 열쇠가 되는 천상의 원소를 연금술사들은 제5의 원소, 곧 퀸테센스라 칭했다. 생명 그 자체와 동일시되는 퀸테센스는 현실을 움직이는 여러 다른 양극성들을 안으로 포용하고 조화롭게 만든다. 그리고 상하거나 변하지도 않는다. 퀸테센스의 주된 기능은 대우주와 소우주 사이에 소통의 길을 열어주고 별, 동물, 광물, 식물 사이에 서로 상응하는 연결 관계를 마련해준다는 것이다. 공기처럼 가볍고 휘발하는 원소를 선호하기 때문에 이 퀸테센스는 연금술의 메르쿠리우스(모든 금속의 근원)와 세계의 영혼과 동일시된다.
연금술사들은 알과 네 가지 원소(껍질/흙, 막/공기, 흰자위/물, 노른자위/불)를 대응시켰고, 현자의 돌을 만들 때는 연금술 혼합물의 재료로 알을 사용했다. 연금술사는 근원 물질의 생산에 알을 사용하였다. 껍질은 곱게 갈아 석회를 얻고, 노른자위를 이용해 특별한 기름 물질을 만들기도 하며, 흰자위는 ‘메르쿠리우스의 물’을 만드는데 사용한다. 현자의 알은 반드시 정화의 과정을 거쳐야 하는 근원 물질을 나타내며 또한 좀 더 높은 차원에서 다시 소생한 생명의 상징인 현자의 돌과 퀸테센스를 나타내기도 한다. 알은 원소들의 혼돈 상태 또는 정화 이전의 근원 물질을 의미한다. 알의 재에서(부패의 단계후) 불사조가 상승하는데, 이는 현자의 돌을 상징한다. 황금알은 모든 현상이 탄생하기 이전의 원초적 전체성의 상징이다. 이로부터 라피스, 현자의 돌의 상징인 ‘연금술의 병아리’가 태어날 것이다. 연금술의 유리병은 현자의 돌을 만들기 위해 필요하며 뱀은 현자의 돌을 금속 안에 가져다 놓는 역할을 한다. 실제로 현자의 병아리(태양의 중심에 있는 붉은 점)를 부화하는 일은 실험실에서 생물학적 창조의 기적을 재생할 수 있음을 의미한다.

### 수은과 금속
페트루스 보누스가 언급한 '한 가지'란 철학자의 수은으로 현자의 돌을 배태하고 있다. 이 수은은 불 속에 고정시켜야만 한다. 이 수은은 물체와 합쳐져서 더 이상 휘발되어 사라져버리지 못하게 하는 것이다. 일단 고정되면 수은은 현자의 돌의 성질들을 획득하여 가난한 자들을 부유하게 하고 병든 자들의 고통을 덜어주는 데 쓰이게 된다. 결국 현자의 돌은 완전한 조화 속에서 서로 반대의 성질을 띠고 있는 것들의 결합, 통일로 이루어져 있는 것이 된다. 즉, 축축함과 건조함, 남성과 여성, 정신과 육체로. 이 때문에 이 돌은 레비스 혹은 양성체라 불린리며 이것은 그 자체로 전체이자 완전한 것이다.
연금술사들은 자신들의 행위를 통해서 불완전한 물질인 납 속에 이미 존재하고 있는 금을 끄집어내어 그금을 자유롭게 하는 것이며 현자의 돌만이 이 변환의 과정을 가능하게 한다. 금속은 인지 능력이 결여된 육체적 차원이므로 그 속에 갇힘 정신을 자유롭게 풀어주기 위해 반드시 변형 또는 순교의 과정을 거쳐야 한다. 곧 바탕 금속은 열정과 습관으로 불투명해지고 억눌린 의식이며 귀금속은 마음을 다스리는 고상한 에너지(영혼과 정신)이다. 따라서 금은 일반적인 황금(부정적인 의미로 ‘검은 태양’으로도 불린다)과는 달리 물질에 생명을 부여하는 순수하고 정신적인 요소를 상징적으로 표현한 것이다.

## 실험단계와 그 열쇠
위대한 작업은 물질과 정신의 결합을 통해 얻어진다. 한 때 고형이었던 것이 기화하고 기화했던 것이 고형이 된다. 근원 물질인 수은 액에서 탄생하게 되며 일곱 행성이 다양한 금속 처리 과정을 관장한다. 이는 살아있는 존재처럼 육체, 영혼, 정신으로 구성되어 있으며, 정신에 해당하는 현자의 돌은 섬세한 순화 과정을 거쳐야만 추출될 수 있다.

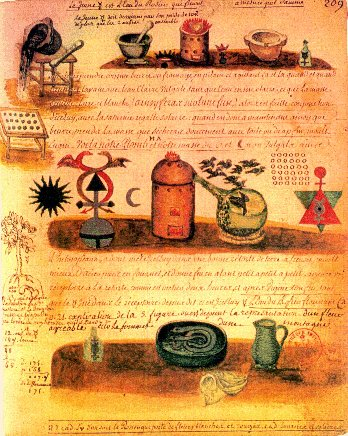
작업의 순서를 보여주는 니콜라 플라멜의 묘약 삽화

### 12단계와 천문 12궁
17세기까지 연금술은 점성술로부터 상당한 영향을 받았는데 이는 현자의 돌을 만드는 데 걸리는 시간이 천상계의 운동에 상당히 의존하고 있었기 때문이다. 연금술사들은 자신의 실험실에서 행해지는 복잡한 조작들을 외부 하늘이나 계절의 변화에 조화를 이루려고 하였고 작업을 통해서 우주와 하늘과 땅과 별들과 혹성들을 운용하는 것이 중요했다. 프랑스 연금술사 동 페르네티는 자신의 연금술 사전에 다음과 같은 열 두가지 처리 과정에 관한 목록을 수록해 놓았다. 그는 각각의 과정을 천문 12궁의 상징기호와 연결시켜 놓았다.
| 1) 하소  | 양궁자리           |
| 2) 응결  | 황소자리, 황소     |
| 3) 응고  | 쌍둥이자리, 쌍둥이 |
| 4) 용해  | 게자리,게          |
| 5) 소화  | 사자자리,사자      |
| 6) 증류  | 처녀자리,처녀      |
| 7) 승화  | 천칭자리, 천칭     |
| 8) 석충  | 전갈자리, 전갈     |
| 9) 밀랍  | 사수자리, 사수     |
| 10) 발효 | 염소자리, 염소     |
| 11) 증식 | 물병자리, 물병     |
| 12) 사영 | 물고기자리, 물고기 |

이 중 발효에는 두 가지 의미가 있는데, 기저 금속이 금으로 변성해 가는 과정을 뜻하기도 하고 현자의 돌을 만드는 과정을 뜻하기도 한다. 첫 번째 의미로 이 돌을 종종 <효소>라 칭하는데 효모처럼 돌은 물질을 자신의 성질로 변성시키는 힘을 지니고 있기 때문이다. 현자의 돌을 만드는 과정에서 발효는 돌에게 어떤 무엇인가를 주는 과정을 뜻하기도 한다. 마지막 사영과정에서 돌은 가루로 만들어져 종이나 밀랍에 싸여 변성시킬 물질에 던져넣어진다.

### 마지스터리와 색깔 연쇄
연금술 마지스터리는 수은과 황 요소로 구성된 원래의 혼합물 재료(근원 물질, 마그네시아)의 처리과정으로 시작한다. 이는 변형시킬 재료의 물질적 육신뿐 아니라 연금술사의 정신도 참여하는 과정이다. 이 과정의 목적은 인간의 정신적 고양과 물질의 정화, 곧 모든 불완전을 치유할 수 있는 지극히 순수한 물질인 퀸테센스의 증류에 있다. 또한 변화하며 여러 형태를 취할 수 있는 수은의 성질은 연금술의 토대를 이루는 기초 중 하나이다. 수은은 연금술에서 변성의 동인이며 근원 물질은 아직 정화 과정을 거치지 않은 철학적 혼돈의 상태이다. 수은은 전체성과 고형이면서 동시에 유동적인 이중적 성질을 가지고 있다. 이 과정에는 니그레도(검게하기, 흑색작업), 알베도(희게하기, 백색작업) 치트리니타스(노랗게 하기, 황색작업) 비리디타스(녹색으로 만들기, 녹색작업) 루베도(붉게 만들기, 홍색작업)등의 단계가 있다. 이는 연금술사의 정신과 자연 원소들의 육신에서 일어나는 정신적, 육체적 과정에서 기인한다.
연금술 마지스터리에서 중요한 단계들은 여러 다른 색채의 단계들로 나뉜다. 연금술의 색깔 연쇄는 고대 금속의 채색 기술에 기원을 두고 있다. 초기 그리스 연금술사들은 금속이 금색을 얻을 때까지 기저 금속을 물들이는 작업에 대해 끊임없이 언급해왔다. 연금술사들은 그들의 작업 동안 겪게 되는 연속적인 과정들에 대해서는 일치된 의견을 보였고 이것을 색깔변화로 나타내었는데 검은색에서 흰색 그리고 붉은색으로 이어지는 색깔 연쇄 과정을 밟아나갔다. <붉은색이 연금술의 마지막 작업이다>라고 토마스 노턴은 자신의 저서 The Ordinal of Alchemy에 기록했다. 색깔을 사회적인 지위에 연결시키는 생각은 연금술에 전해져 붉은색이나 자줏빛은 <젊은 왕> 혹은 현자의 돌이 마침내 실험실에 모습을 드러냈다는 상징이었다. 이처럼 색깔에 몰두하는 태도는 연금술의 기나긴 역사동안 계속되었다. 색깔(혼돈의 어둠에서 정신적 황금의 빛으로 나아가는 과정을 상징)로 특징화 된 각 단계들은 금속이 녹는 과정과 유사한데 흑색은 시작 단계, 백색은 가열, 녹색은 산화, 황색은 금속이 녹는 융점, 홍색은 액화에 해당한다.( 연금술의 색깔연쇄는 색에 따른 연금술 단계를 보여주는데, 흰색은 육신의 정화를 암시한다. 보라색은 왕을 나타내는 선명한 색으로 위대한 작업의 성취와 현자의 돌을 얻었음을 암시하며 정신의 통합을 상징하는 것이다. 공작의 꼬리는 근원 물질 속에 존재하는 모든 색채가 모였음을 보여준다. 모든 물질은 반드시 올바르게 정화되고 백색이 되어야 하며 그 후 서서히 증류과정을 거치면서 황금으로 변하게 된다.
연금술 과정을 설명하는 은유로 인간의 탄생이 있다. 인간의 탄생과정은 수태의 단계(화학적 결합), 자궁 속 잉태( 정화장치 속에서 라피스 증류하기), 양수가 터짐(백색 또는 달의 용액), 탄생(현자의 돌 탄생), 그리고 젖 먹이기 등으로 나뉜다. 위대한 작업은 연금술사가 잃어버린 낙원(완전한 인간성)을 되찾는 일에 대한 상징이기도 하다. 연금술사들은 항상 대지를 비옥한 어머니로, 땅 속에 묻힌 광석을 수태된 아이라고 생각했다. 광물들은 대지의 자궁 속에 감추어져 있으며 이 광물들은 대지가 위로부터 받아들이는 정신에 의해 영양을 제공받는다고 바실의 발렌틴은 쓰고 있다. 현자의 돌을 만드는 과정은 종종 탄생, 성장, 결혼, 결합이나 죽음과 같은 인간적인 용어들로 묘사되어 인간과 마찬가지로 두 종자, 즉 남성과 여성의 결합으로 수태되어, 태아로 변성하여 밝은 날 태어난다. 그러고는 우유로 양분을 섭취하여 성인으로 성장하고 결혼하여 그의 아내로부터 씨를 받는다. 십자나 고난의 조류에 괴로움을 당하다가 죽어 묻힌다. 한동안은 무덤에 묻혀 있다가 다시 소생하여 새로운 청결한 삶을 누리고 더 이상 죽지 않는다.

## 은유와 상징
연금술은 비술이며 비전의 지식이기에 비밀과 신비에 쌓여있고, 이 지식은 암호화한 언어와 상징,우화 속에 기술과 철학, 정신적 내용을 숨겼다. 특히 연금술사들은 그들 작업의 비밀언어를 일련의 상징들에 의존하여 나타내었는데, 신과 영웅, 실제의 동물과 가상의 동물, 그리고 괴물과 공기의 정령이 그들 사이의 상호적인 관계망으로 원칙들을 드러내고 작업을 묘사하였다. 그런데 이 용어들은 기능에 따라 원소, 원리, 주체나 객체로 변함으로써 철학적이 작업 속에서 하나의 용어가 항상 동일한 의미를 가진것은 아니었다.
계시적 문헌에 따르면 인간에게 현자의 돌을 어떻게 얻을 수 있는지 알려준 것은 반역의 천사들로, 현자의 돌은 영혼의 정신적 고양에 대한 상징이며 창조적 상상력에 대한 표상이다. 모든 살아있는 것들(파도)을 포용하고 있는 바다, 왕관을 쓴 모든 물질의 왕 ,모든 완벽함의 아버지도 근원 물질을 상징한다. 어머니이자 자연의 유모로서 지구도 현자의 돌이 추출되는 근원 물질인 힐레에 대한 은유이다.
창조주로서의 신, 우주의 창조자이자 지배자라는 인물상은 연금술사들이 위대한 작품을 이루고 현자의 돌을 얻은 마스터의 역할을 나타내고자 사용했다. 현자의 돌은 인간본성에 속에 숨겨진 신성의 영역을 뜻하며, 이는 개인의 이기심과 재결합하고 세속적 열정으로부터 이탈할 때 되찾을 수 있으며 다시 활발해진다. 이러한 주제를 바탕으로 연금술에 입문한 사람들은 연금술 작업과 신의 창조 사이에 유사성을 이끌어냈다.
그리스도(라피스)는 현자의 돌을 상징하며 이는 원소의 ‘육체’로부터 ‘정신’을 분리함으로써 얻어진다. 현자의 돌(라피스)과 현실을 지배하는 대립되는 것들의 조화로운 결합을 상징하는 그리스도 라피스는 연금술의 상징론에서 가장 매력적인 주제 중 하나이다. 구세주라는 그리스도의 역할은 현자의 돌과 일치하는데 현자의 돌은 바탕 금속을 황금으로 바꾸고 나아가 우주의 모든 물질에 깃드는 생명의 정신을 육신의 껍질에서 해방시킨다. 그리스도와 라피스 사이의 이러한 유사성은 예수의 삶과 수은과 황이 작업 중 거쳐야 하는 시험들 사이에서 공통점을 찾을 수 있다. 그리스도를 중심으로 한 이 은유를 만들었다는 중세의 연금술사 그라테우스에 따르면, 그리스도의 삶에서 일어났던 기적과 같은 사건들은 수은의 순교와 황의 못박힘의 예시가 된다. 부활한 그리스도는 현자의 돌의 상징이다. 현자의 돌은 수은의 순교를 통해서 얻어지는 것이기 때문이다. 심지어 네모난 무덤도 현자의 돌의 이미지이다. 돌은 4원소에 의해 형성되며 불(현자 메르쿠리우스, 불의 물, 그리스도)의 정화 작용으로 새롭게 소생하고 속죄 받는다.
레비스는 양성구유는 모든 물질을 이루고 있는 여러 요소들(육체,정신,영), 양대 우주의 원리(남성과 여성) 그리고 두 가지 상태(안정과 불안정)의 조화로운 결합을 통해 얻은 현자의 돌을 상징한다. 헤르마프로디토스는 현자의 돌, 즉 자신 안에 부모의 모든 자질들을 간직한 왕 부부로 태어난 아이를 상징하고 있다. 이 때문에 현자의 돌을 rebis(두 가지)라 부르기도 하며 그 자체로 전체이며, 완전무결한 것이다. 이것은 여성인 동시에 남성이기도 한 자웅동체의 형상으로, 그 때문에 스스로 자신을 만들어낼 수도 있다.
우울(멜랑콜리아)은 놀고 있는 아이들과 함께 그려졌는데, 이 이미지는 루두스 푸에로룸(아이들의 놀이)의 은유이다. 이 이미지를 이용하여 그들은 아이들의 놀이와 현자의 돌의 탄생 사이의 유사성을 표현하고자 했던 것이다.
불사조는 현자의 돌을 상징한다. 현자의 돌은 능동적, 남성적, 육체적 원리(태양)과 수용적, 여성적, 정신적 원리의 결합에서 탄생된다. 불사조는 증류하는 동안 정화기 위에 올라오는 수증기(또는 정신)에 대한 은유이기도 하다.
지식을 얻는 열쇠를 지닌 사람들은 매우 어려운 작업인 연금술 마지스터리의 마지막 단계가 아이들의 놀이와 닮았다고 생각한다. 비전이라는 의미에서 볼 때 현자의 돌은 아이들이 놀이-종종 굴렁쇠나 공으로 표현됨, 우주의 전체성과 사건의 영원한 부활의 상징-에 활기를 주기 위해 사용하는 무의식적인 힘을 투입함으로써 비로소 얻어질 수 있음을 암시한다.
수세기 동안 사람들은 펠리컨이 자신의 피로 새끼를 먹여 살린다고 잘못 생각해 왔다. 그것은 펠리컨이 모이주머니에 모아둔 모이를 다시 게워낼 때의 모습이 마치 자신의 가슴을 쪼고 있는 걱처럼 보이기 때문이었다. 때문에 펠리컨은 그 역시 자신의 물질로 자신의 자식에게 영양분을 주는 현자의 돌을 가장 이상적으로 상징할 수 있는 것이었다.
현자의 돌이 되어가고 있는 물질을 나타내는 늙은 왕은 연금술 욕조에서 씻기우고 정화된다. <철학자의 장미화원>의 저자가 말한 것처럼, 생기를 주고 죽음을 가져다주는 것은 바로 이 물이다. 이와 똑같은 생각이 <태양의 광채>에 나오는 또 다른 그림에서도 보이는데, 이 그림에는 늙은 왕이 욕조 밑으로 가라앉아 버리고 그는 현자의 욕조에서 용해되어 순결하게 된다. 나중에 물속으로부터 <젊은 왕> 혹은 현자의 돌로 다시 떠오른다.
일곱 개의 금속들은 연금술 그림에서는 종종 나뭇가지 위에 달린 익은 과일로 묘사된다. <연금술 박물관>에 나오는 한 그림에는 각 금속들이 서로 다른 나무들에서 자라고 있다. 나무의 이미지는 현자의 돌에 이상적으로 들어맞는 것인데, 그것은 나무처럼 이 돌도 계속해서 새로운 열매를 맺기 때문이다. <우리의 돌은 정말로 깨끗한 나무가 되어 풍성하게 봉오리를 맺고 후에는 수많은 잔가지와 분지들로 뻗어갈 것이다>라고 니콜라스 플라멜도 서술하고 있다.
여행하는 아르고호 사람들은 비교에 입문한 영웅들로 ‘위대한 작품’인 황금 양털을 얻기 위해 항해를 떠났다. 콜키스에서 보호받고 있던 이 황금 양털은 사실 현자의 돌에 대한 은유이다. 실제로는 인공적으로 황금을 만드는 방법이 담겨 있는 양피지 두루마리였을지도 모른다.

## 기호와 기하학
자연의 원소들은 도형과 암호화 된 기호를 통해 표현된다. 물,불,공기,흙은 각각 20면체, 8면체, 피라미드, 6면체로 나타내고 육각의 별(솔로몬의 봉인)은 퀸테센스와 현자의 돌의 상징이다. 현자의 돌은 다이아몬드, 위에 십자가(감각적인 지상의 영역과 영적인 천체의 영역을 연결)가 놓인 정사각형(안정성과 완벽함의 상징), 우주 전체에 스며들어 있는 섬세하고 변질되지 않는 물질(에테르 또는 퀸테센스)들과도 동일시된다. 이러한 상태나 조건을 상징하는 문양으로는 두 삼각형이 교차한 육각의 별모양인 솔로몬의 봉인과 연금술사의 칠각별이 있다. 연금술사의 칠각별은 자연 원소와 금속, 황, 수은, 소금의 세 동인 등의 상징으로 구성된 인간의 모습이다.
<아틀란타 푸카>1617에는 남성과 여성에서 원을 만들고, 여기서 사각형을, 사각형으로부터 삼각형을 만들고 다시 원을 그리면 철학자의 돌을 갖게 될 것이라고 나와있다. 마이어의 해석에 따르면, 오이디푸스는 현자의 돌 혹은 고정된 수은이다. 때문에 오이디푸스가 부풀어 오른 발은 한 사람으로 묘사되어 있다. 그는 부풀어 오른 발을 가지고 있어 뛸 수도 없다. 그는 고정되어 있거나 다른 것을 고정시키고 불을 피할 수도 달아날 수도 없다. 오이디푸스가 자신의 아버지를 죽이는 이유는 현자의 돌이 자신이 만들어진 물질을 대신하기 때문인 것으로 해석된다. 마이어는 스핑크스의 수수께끼를 인간에 대해서가 아니라 현자의 돌에 관한 것으로 해석하였다. 아침에 네발이었다가 낮에는 두발, 저녁에는 세발이 되는 것은 무언인가? 오이디푸스의 답을 어떤이들은 인간의 삶으로 해석하지만 이것은 틀렸다고 보았다. 정사각형 혹은 4원소를 무엇보다 먼저 생각할 수 있어야 한다. 이로부터 두 개의 선, 즉 직선과 곡선으로 된 천구, 달리 말하자면 하얀 달로 생각이 가야 한다. 그러고는 육체, 정신과 영혼으로, 혹은 태양과 달 그리고 수은으로 된 삼각형에 도달한다. 라체스는 자신의 서간경에다 현자의 돌은 정수로 보자면 3각형이며 질로 보자면 4각형이라고 서술했다.
연금술에서 수외 비율이 지니는 중요성은 마이어의 우의화 중의 하나의 삽화로 나와 있는데 이 우의화에는 연금술의 본질이 기하학적인 모양으로 요약되어 있다. 모피 코트를 걸친 한 연금술사가 거시우주와 미시우주라는 거대한 도형을 역시 엄청난 크기의 캘리퍼스로 측정하고 있다. 도형 내부의 원은 돌이 형성되어 가는 우주의 달걀, 즉 헤르메틱 용기를 나타낸다. 이 원 안에는 태양신과 달의 신의 나체 형상이 있는데 이들은 현자의 돌의 부모이다. 안쪽 원을 싸고 있는 정사각형은 4원소를 나타낸다. 이 정사각형을 둘러싸고 있는 거대한 원은 우주 혹은 이 작업이 이루어지는 거시우주를 상징하고 있다. 이 그림의 왼쪽 구석에는 다양한 기하학적인 구조들이 그려진 종이가 놓여있다. 연금술사들에게 가장 중요한 것은 맞물려 있는 두 개의 삼각형으로 이루어져 있다. 이것은 육성형으로 알려져 있다. 이 육성형의 기본 원소를 상징하는 에 개의 기호들의 조합으로 모양이 이루어지고 이로부터 돌이 만들어지는 우주물질을 상징한다.

## 연금술의 목표
현자의 돌을 찾는 연금술사는 순례자, 여행자로 표현되며 서구는 교회의 성직자, 동양에는 현인이 많았다. 현자의 돌을 얻은 사람은 창조주로서의 신, 우주로 나타내었고 은유의 대가들이었다. 이들의 목표란 인간의 삶과 우주를 지배하는 정신, 에너지, 육신의 원리들을 모두 모두 통합하는 것이다. 이는 실제로는 비전에 입문한 이들이 신비주의 지혜를 쌓아가면서 도달하는 정신적 고양을 상징하는 것이며, 정신과 자연, 우주의 다양한 구성 요소들 간의 조화로운 균형 그리고 우주를 탄생시킨 에너지의 기억과도 일치한다. 바로 이러한 이유 때문에 현자의 돌을 지닌 사람은 창조가 일어날 때 무생물에 주었던 생명의 불꽃을 인공적으로 다시 생산해낼 수 있는 것이다.
먼 도시를 정복하고 보물을 얻는 수많은 신비로운 이야기들은 바로 연금술의 목표를 은유적으로 표현한 것이기도 하다. 연금술사는 생명을 단순히 복사하는 것이 아니라 자연이 미처 성취하지 못한 것을 완성하여 자연의 생명과 인간의 존재를 이루는 물리적, 정신적, 지적 요소들을 조화로운 통합시키는 것이 목표이다. 이러한 정신적 고양을 위한 길은 문헌과 책을 통해 세대에서 세대로 전달되었다. 결국 연금술의 궁극적 목표는 우주가 탄생한 정신적 합일 재발견하는 길인 것이다.
연금술 마지스터리의 목적은, 보편적 동인인 라피스 곧 현자의 돌을 어떤 신체적, 심리적, 정신적 불완전도 치유할 수 있는 이 전설적인 물질을 바탕 금속을 황금으로 바꾸고 인간의 수명을 연장하여 병자도 치료할 수 있다는 것이다. 라피스를 만드는 방법은 신비에 깊이 싸여 있어, 어떻게 제조하는지 알려진 바가 없으며 어떤 경우든 현자의 돌을 만드는 것은 자연의 법칙과 리듬과 완벽한 조화를 이룰 때만 가능하다.네덜란드의 아이작은 <만일 수련 연금술사가 밀알크기만한 현자의 돌을 9일마다 먹게 되면, 자신을 더 이상 인간으로 생각지 않고 자신이 영혼이 되어버렸다고 생각하게 될 것이다.>고 하였다. 서구의 연금술사들은 <구약성서>에 나오는 야곱의 열두 아들이 장수한 것은 그들이 이 현자의 돌을 알고 있었기 때문이라고 주장한다. 솔로몬 트리스모신은 다른 많은 연금술사와 마찬가지로 수년에 걸쳐 실패를 거듭하다가 겨우 이 현자의 돌을 얻는 데 성공하였다. 그는 이 돌로 70세,90세 노파들을 젊고 꽃다운 여인으로 회춘시켜 놓았다고 한다. 그는 자신의 생명도 연장시킬 수 있었지만, 어떤 이유에서 인지 그렇게는 하지 않았다.

## 참고 문헌
- 《연금술 현자의 돌》 시공 디스커버리 총서, 1998
- 마틸데 바티스티니 《점성술,마법,연금술 그림으로 읽기》 예경, 2010
- 앨리슨 쿠더트 《연금술 이야기》 민음사, 1995
- 에른스트 페터 피셔 《또 다른 교양 교양인이 알아야 할 모든 것》 이레 2006
- 파울로 코엘료 《연금술사》 문학동네 2001
- 토마스 노턴 《The Ordinal of Alchemy》

## 같이 보기
- 마그눔 오푸스 · 위대한 일
- 연금술
- 헤르메스주의